# 波纳罗音乐节
波纳罗音乐节 （英文：Bonnaroo Music and Arts Festival）是每年6月份在美国田纳西州曼徹斯特的Great Stage公园举办为期四天的音乐和艺术之节日。首届波纳罗音乐节始于2002年。波纳罗音乐节的主要特色是现场音乐的多种舞台秀，和各种不同音乐风格的荟萃。
纽约时报报道波纳罗音乐节在变革着现代摇滚音乐节。 SPIN评选波纳罗音乐节为“夏日最佳音乐节”。  今日美国称波纳罗音乐节感觉好似一个乐章的高潮。 CNN称在波纳罗音乐节，音乐和亚文化完美地融合在无穷尽的创意能量中。

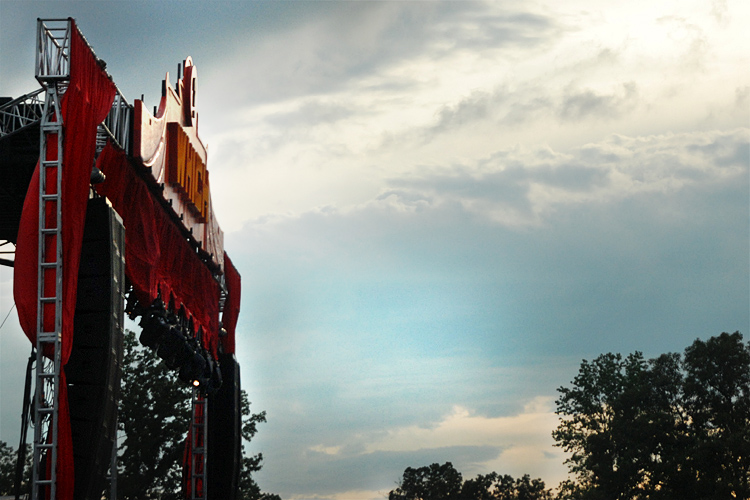
波纳罗音乐节Which舞台

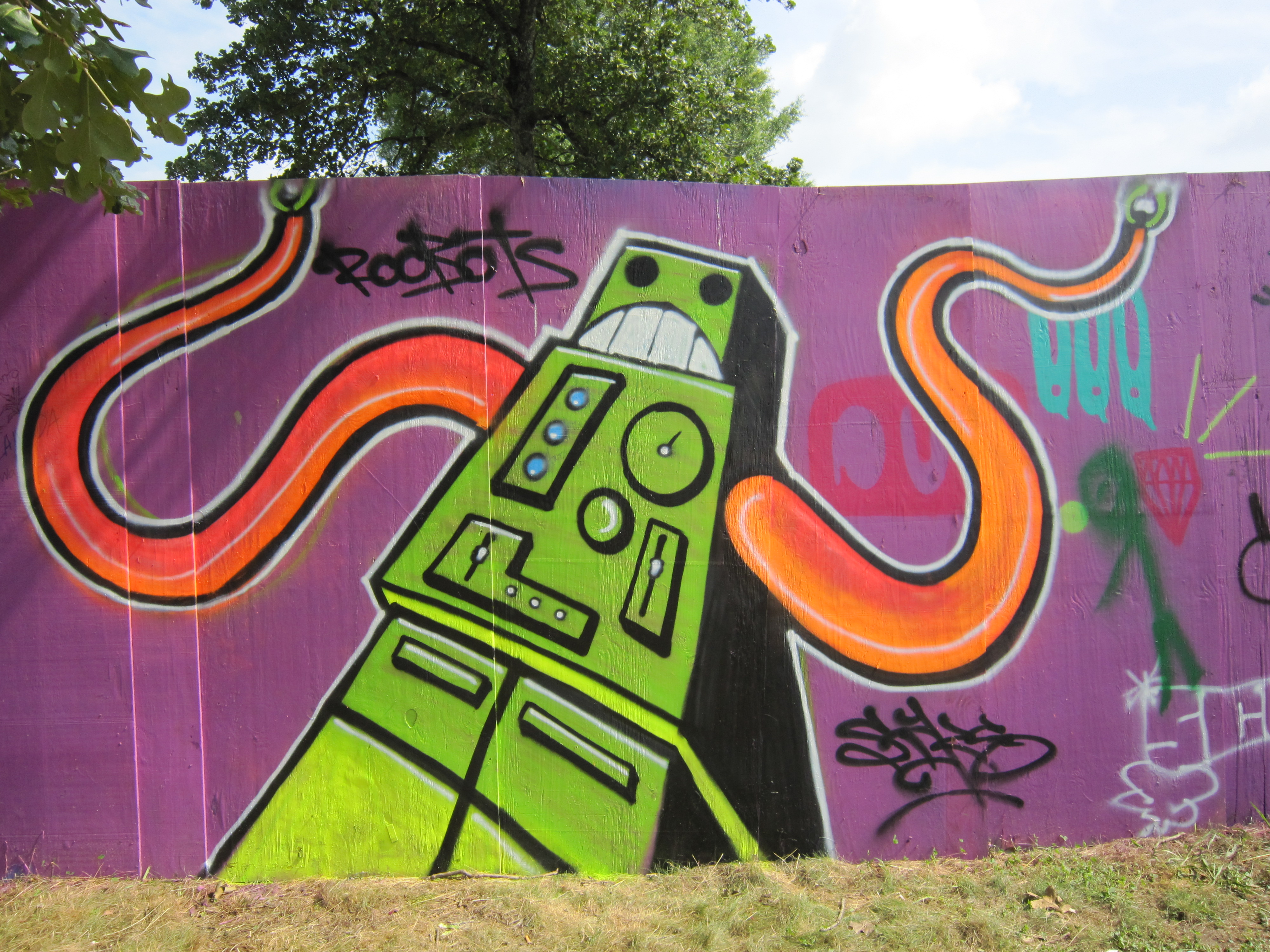
纳什维尔艺人Ryan McCauley 的机器人涂鸦画

## 关联項目
- 西南偏南
- 格拉斯顿伯里当代表演艺术节
- Lollapalooza
- Rock am Ring
- 科切拉音乐节

## 参照
1. ↑  . The New York Times.   [2012-1102]. （原始内容存档于2020-05-24）.
2. ↑  . Books.google.com.   [2012-11-02]. （原始内容存档于2016-04-30）.
3. ↑  . Usatoday.Com. 2002-06-25  [2012-11-02]. （原始内容存档于2007-06-25）.
4. ↑  By Joseph Van Harken CNN. . CNN.com.   [2012-11-02]. （原始内容存档于2020-10-25）.